# ラーニー・ラーシュマニー

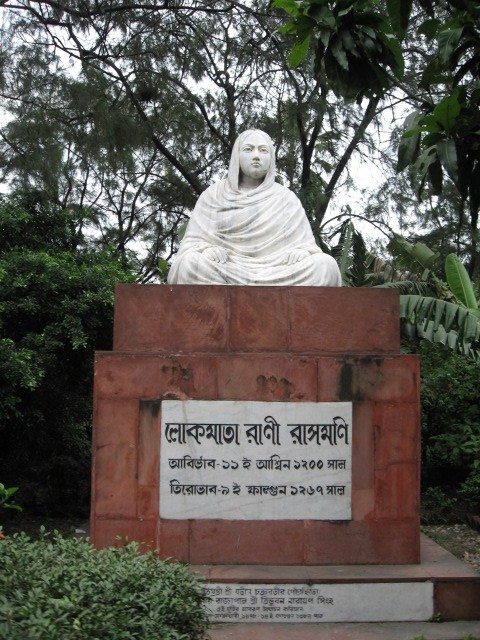
ラーニー・ラーシュマニーの像（コルカタ）

ラーニー・ラーシュマニー（ラーニ・ラシュマニ、英：Rani Rashmoni, 1793年9月26日 - 1861年2月19日）はインドの慈善事業家。ダクシネーシュワル・カーリー寺院の設立者として知られる。
ラーニー・ラーシュマニーは、1793年9月26日、西ベンガル州の現在の北24パルガナー県のコナという村の貧しい農家の娘として生まれた。美しい容姿をしていたといわれる彼女は、11歳の時、コルカタのジャンバザールというところの裕福なザミーンダール（大地主）の家柄のバーブー・ラージャーチャンドラ・ダースと結婚した。夫の死後、彼女は彼の所有する土地と仕事を相続した。彼女は、生来の統率者ぶりを発揮した。管轄する土地の信用は高まった一方、幼年期から非常に敬虔なラーニーは、インド社会の未亡人に相応しく非常に謹厳かつ緊縮な生活をおくる。
ラーニーとインドのイギリス政府との衝突は、彼女にまつわるよく知られた物語である。貧しい漁師の暮らしを脅かすこととなった、ガンジス川の一部の海運業の閉鎖に際して、彼女は、漁に課された税を廃止するようイギリス政府に要請した。プージャー（儀式の一種）の列が、近隣の静寂を乱したという容疑でイギリス兵によって止められた時、彼女はその命令を拒んだ。イギリス政府は、彼女が支援する公の抵抗に直面して、彼女に課した制裁を撤回しなければならなかった。
ラーニーは、さらに社会への多数の慈善事業や貢献を行った。巡礼者のためにスバルナレカ川からパーリまでの道の工事を監督したり、ガンジス川の日々の水浴者のために、バーブーガート（亡き夫を記念して命名）、Ahiritolaガート、Nimtalaガートなどのガート（川岸の階段）の工事に資金を提供した。彼女は当時の帝国図書館（現在のインド国立図書館）およびヒンドゥー・カレッジ（現在のプレジデンシー・カレッジ）に寄付を行った。天啓は、彼女に北24パルガナーのダクシネーシュワルのガンジス川の岸に複合寺院を設立するよう促した。のちにラーマクリシュナ（当時はまだ本名のガダーダルの名で知られていた）は、彼女の後援の下、その寺院の長に任命された。